# 832
| 832                |
| ------------------ |
| Dødsfald - Fødsler |
|                    |

| Gregoriansk kalender | 832 DCCCXXXII           |
| Ab urbe condita      | 1585                    |
| Armensk kalender     | 281 ԹՎ ՄՁԱ              |
| Kinesiske kalender   | 3528 – 3529 辛亥 – 壬子 |
| Etiopisk kalender    | 824 – 825               |
| Jødisk kalender      | 4592 – 4593             |
| Hindukalendere       |                         |
| - Vikram Samvat      | 887 – 888               |
| - Shaka Samvat       | 754 – 755               |
| - Kali Yuga          | 3933 – 3934             |
| Iransk kalender      | 210 – 211               |
| Islamisk kalender    | 217 – 218               |

Se også 832 (tal)